# Anomis calamodes
Anomis calamodes är en fjärilsart som beskrevs av George Francis Hampson 1926. Anomis calamodes ingår i släktet Anomis och familjen nattflyn. Inga underarter finns listade i Catalogue of Life.